# 韩树军
韩树军（？—），男，回族，中华人民共和国政治人物。现任河北省政协民族和宗教委员会副主任。第十四届全国政协委员。